# ギアス・スレイマン・ダラー
ギアト・スレイマン・ダラーは、第4機甲師団司令官を務めたシリアの元軍人で、アサド政権崩壊後の2025年2月に結成された親アサド派武装組織「シリア解放軍事評議会」の代表を務めている。

## アサド政権下での役割
最初は第4機甲師団の将校として勤務し、後に師団長となった。

## アサド政権崩壊後
政権崩壊後彼はシリア解放軍事評議会の結成を宣言した。